# Psykiskt trauma
| Psykiskt trauma |
| --- |
| - Betydelse – skada på ens tankevärld och psyke - Orsak – psykisk chock eller smärtsam upplevelse (separations-, katastrof- eller kränkningsupplevelse) - Relaterat begrepp – medicinskt trauma (drabbar kroppen) |

Psykiskt trauma är en typ av skada. Till skillnad från medicinskt trauma drabbar den en persons tankevärld och psyke.
Ett psykiskt trauma kan uppstå efter en upplevelse av chockartad eller smärtsam art. Vanligen delas dessa upplevelser in i separations-, katastrof- och kränkningsupplevelser. Ett psykiskt trauma kan leda till PTSD eller Komplex PTSD.
Den omedelbara vården av psykiskt trauma studeras delvis inom traumatologin.

## Definition
En traumatisk händelse kännetecknas av att en individ försätts i en eller flera situationer som är överväldigande och upplevs omöjliga att påverka samt utgör en stor psykisk påfrestning för individen. En traumatisk händelse kan vara en enstaka dramatisk händelse såsom en stor olycka eller katastrof, men också en del av ett återupprepat mönster av traumatiska situationer, såsom misshandel i hemmet. En händelse är i sig inte traumatisk men upplevelsen och tolkningen av densamma definierar den som sådan. Detta gör att även händelser såsom skilsmässa eller uppsägning från en arbetsplats, vilka i jämförelse med till exempel en jordbävning ter sig mindre dramatiska för en enskild individ, ändå kan upplevas som traumatiska.

## Historia
Janet menade att en emotionellt laddad händelse kunde leda till en spjälkning av medvetandet, genom att en oerhört skrämmande händelse krävde en försvarsåtgärd av psyket. I och med detta avspjälkades minnet av händelsen från medvetandet. Den traumatiska händelsen integreras inte i den personliga identiteten. De avspjälkade delarna fungerade som separata system, en mekanism vilken Janet ansåg vara nyckeln till det som kallas posttraumatisk stress. 
Sigmund Freud studerade under Charcot vid sjukhuset i Paris. Freud menade liksom Janet att tidigare händelser var orsaken till hysterisk neuros, men valde 1897 att formulera avspjälkningen som orsakad av inre konflikter snarare än yttre. (Se också Traumateori (Sigmund Freuds)). Freuds framgångar ledde till en popularisering av denna förklaring till hysterisk neuros, och Janets teorier föll i glömska: under ett halvt sekel var uppfattningen att den friska individens reaktioner på yttre påfrestningar skulle vara transienta, varför individer med kroniska symtom ansågs ha oupplösta inre konflikter.
Istället blev det i militära sammanhang som psykiska traumata kom att studeras. Under första världskriget myntades begreppet ”shell shock” (granatchock) inom militärpsykiatrin för att beskriva de psykologiska konsekvenserna av upplevelser på slagfältet. Under andra världskriget hade förståelsen för krigsneuroser som nu kallades battle fatigue (stridsutmattning) ökat, men undertryckta och återkommande minnen som rymdes i det tidigare begreppet avvisades nu helt. 
Under Vietnamkriget kom sedan psykiska effekter av svåra händelser att återigen aktualiseras, och tillsammans med studier av kvinnor utsatta för övergrepp formaliserades traumatisering i PTSD (Post Traumatic Stress Disorder).

## Reaktion och efterverkningar

### Krisreaktion
Den psykologiska stress som uppkommer i samband med en traumatisk händelse utlöser en krisreaktion. Den svenske psykiatern Johan Cullberg har beskrivit krisens fyra faser: Chockfasen varar i några sekunder eller upp till en vecka och kännetecknas av att den drabbade ej förmår ta in vad som skett. Individen kan upplevas samlad och lugn eller ångestfylld och orolig och uttrycker ofta en upplevelse av overklighet. 
Sedan följer reaktionsfasen som varar från några veckor och upp till ett år. Det är då som individen konfronteras med det som inträffat och ej längre förmår hålla känslorna tillbaka. Ledsenhet men också vrede är vanliga reaktioner. Successivt inträder bearbetningsfasen där individen som namnet anger bearbetar traumat genom att repetera vad som skett och sakta knyta ihop känsla och intellekt. Detta sker ofta genom samtal men också i skrift eller genom andra uttryckssätt. Vid ett svårt trauma kan bearbetningen fortgå i flera år men den totala belastningen genom traumat klingar sakta av. 
Så småningom inträder nyorienteringsfasen som fortsätter livet ut, där erfarenheten integreras som en del av livshistorian, och finns där som ett själsligt ärr utan att i så stor utsträckning påverka vardagen i negativ riktning. En krisprocess kan fortfarande vara plågsam, men är inte ett sjukdomstillstånd utan representerar individens normala reaktion på onormala omständigheter.

### Vanliga efterverkningar
Den traumatiska stress som uppkommer hos individer som varit med om ett psykiskt trauma kan indelas i fyra symptomgrupper: Känslomässiga (affektiva) reaktioner med dödsångest, återupplevande, undvikande, förhöjd vaksamhet, dissociation, nedstämdhet, vredesutbrott och skuldkänslor. Vid dödsolyckor uppstår ibland så kallad överlevnadsskuld hos överlevande där denne anklagar sig själv för vad hen gjort och inte gjort. Även tomhetskänslor och oförmåga att känna något är vanliga. 
Beteendeförändringar såsom oförklarlig trötthet, irritabilitet och känslomässiga utbrott samt en tendens att dra sig undan och psykofysiologiska reaktioner som sömnsvårigheter, muskelspänning och ljud- och ljuskänslighet är vanliga. Till detta kan inställningen till sig själv, omgivningen och tillvaron som helhet påverkas. Det kan till exempel röra sig om upprepningstvång, misstänksamhet, overklighetsupplevelser och existentiella grubblerier. 
Ovanstående symptomgrupper är ”normala” och vanligt förekommande efterverkningar efter ett psykiskt trauma och betyder inte i sig att den utsatta individen kommer att drabbas av framtida psykisk ohälsa.
Det kognitiva uppmärksamhetssyndromet spelar även in i att förvärra symtomen efter trauma.

### Fortsatt psykisk ohälsa
En del av de människor som upplevt en traumatisk händelse får också fortsatta problem i form av psykisk ohälsa. Det bör understrykas att detta gäller en minoritet av gruppen. Risken för depression, ångest och vissa psykosomatiska tillstånd ökar efter traumatisk exponering. Utöver dessa finns det ett antal typiska reaktionsformer såsom PTSD och dissociation. 
Vid förlust av någon närstående är sorg en naturlig reaktion. Ibland kan sorgereaktionen vara av mer komplicerad och långtgående art och man talar då om traumatisk sorg. Om dödsfallet har varit plötsligt och ”för tidigt”, inträffat dramatiskt, om kroppen deformerats kraftigt eller saknas ökar risken för traumatisk sorg.

## Behandling
Graden av traumatisering påverkas av en rad faktorer som bland annat individens tolkning av och omhändertagande i samband med händelsen, tillgänglighet till stöd och skydd med mera. En traumatiskt händelse behöver inte nödvändigtvis leda till långsiktiga besvär. En bra livssituation, tillräckliga inre resurser och en fungerande omgivning kan leda till att individen kan återgå till en väl fungerande vardag och även i vissa fall uppleva att hen utvecklats som människa.
Tidigare har psykologisk debriefing betraktats som något av en universalmetod för omhändertagande av människor som varit utsatta för en traumatisk händelse. Under 2000-talet har dock denna metod blivit alltmer ifrågasatt, och idag rekommenderar man debriefing endast för existerande arbetsgrupper som i sin yrkesutövning utsatts för traumatiska upplevelser.
Den traumatiserade behöver tala med människor om sin upplevelse, sina tankar, känslor och farhågor. Detta bör ske ofta, många gånger och även de mest plågsamma detaljerna behöver finna uttryck. För den som drabbats av PTSD eller andra mer komplicerade efterverkningar räcker oftast inte släkt och vänner till som samtalspartner, utan man behöver någon form av professionellt stöd med kunskaper inom området. Det kan också vara aktuellt med medicinering av sömnbesvär eller svåra ångestbesvär. Det finns många skolor inom psykoterapi och därmed många uppfattningar om vad som är ”rätt behandling”. KBT (Kognitiv Beteendeterapi) och EMDR är behandlingsformer med vetenskapligt bevisad effekt. Dock har en variant av EMDR utan ögonrörelserna visats fungera lika bra som med ögonrörelserna, vilket tyder på att det i själva verket är något annat i behandlingen som är verksamt. Möjligtvis är det den föreställningsmässiga exponeringen som görs och som även finns som självständig behandling inom KBT. Detsamma gäller även eklektisk korttidsterapi (BEP, Brief Eclectic Psychotherapy). Det finns också psykoterapiformer som använder sig av konst, musik och andra uttrycksformer för att gestalta traumatiska minnen. Även gruppterapi förekommer.